# Poletuše vrečarice
Poletuše vrečarice (znanstveno ime Petauridae) je družina vrečarjev iz reda diprotodontov.

## Klasifikacija
- Rod Dactylopsila
  - Dactylopsila megalura
  - Dactylopsila palpator
  - Dactylopsila tatei
  - Dactylopsila trivirgata
- Rod Gymnobelideus
  - Gymnobelideus leadbeateri
- Rod Petaurus
  - Petaurus abidi
  - Petaurus australis
  - Petaurus biacensis
  - Sladkosneda poletuša vrečarica, Petaurus breviceps
  - Petaurus gracilis
  - Petaurus norfolcensis